# 멕시카력
멕시카력(스페인어: calendarios mexicas 칼렌다리오스 메히카스[*])은 아스텍 제국의 멕시카인을 비롯한, 오늘날의 멕시코 중부지역의 원주민들이 사용한 역법 체계다.
멕시카력은 365일이 1 주기인 연력(고대 나와틀어: xiuhpōhualli 시우포우알리, 영어: year count)과 260일이 한 주기인 일력(고대 나와틀어: tōnalpōhualli 토날포우알리, 영어: day count)으로 구성되어 있었다. 이 두 주기가 조합되면 서양력 기준 52년을 1주기로 하는 1 역기(calendar round)가 나온다. 연력은 태양력인 것을 보아 농업 용도로 사용된 일상적 역법이었을 것이며, 일력은 제사, 의례용으로 사용된 상서로운 역법이었을 것이다.

## 시우포우알리
| #      | 대응하는 서양력 날짜 | 대응하는 서양력 날짜          | 제례명                                                                                             | 제례명                                   | 상징 |
| #      | 디에고 두란의 기록   | 베르나르디노 데 사아군의 기록 | 나우아틀어                                                                                         | 의미                                     | 상징 |
| ------ | -------------------- | ----------------------------- | -------------------------------------------------------------------------------------------------- | ---------------------------------------- | ---- |
| 1월    | 3월 1일-3월 20일     | 2월 2일-2월 21일              | 아틀카우알로(고대 나와틀어: Atlcahualo), 쿠아우이틀레우아(고대 나와틀어: Cuauhitlehua)             | 물이 멎음, 나무들이 일어섬               |      |
| 2월    | 3월 21일-4월 9일     | 2월 22일-3월 13일             | 틀라카시페우알리스틀리(고대 나와틀어: Tlacaxipehualiztli)                                          | 생산력의 의례                            |      |
| 3월    | 4월 10일-4월 29일    | 3월 14일-4월 2일              | 토소스톤틀리(Tozoztontli)                                                                          | 작은 천공 (穿孔)                         |      |
| 4월    | 4월 30일-5월 19일    | 4월 3일-4월 22일              | 우에이 토소스틀리(Huey Tozoztli)                                                                   | 큰 천공                                  |      |
| 5월    | 5월 20일-6월 8일     | 4월 23일-5월 12일             | 토시카틀(Tōxcatl)                                                                                  | 건조함                                   |      |
| 6월    | 6월 9일-6월 28일     | 5월 13일-6월 1일              | 에찰쿠알리스틀리(Etzalcualiztli)                                                                   | 옥수수와 콩 먹기                         |      |
| 7월    | 6월 29일-7월 18일    | 6월 2일-6월 21일              | 테쿠일우이톤틀리(Tecuilhuitontli)                                                                  | 존경받는 존재들을 위한 작은 잔치         |      |
| 8월    | 7월 19일-8월 7일     | 6월 22일-7월 11일             | 우에이 테쿠일우이틀(Huey Tecuilhuitl)                                                              | 존경받는 존재들을 위한 큰 잔치           |      |
| 9월    | 8월 8일-8월 27일     | 7월 12일-7월 31일             | 틀라쇼치마코(고대 나와틀어: Tlaxochimaco) 미카일우이톤틀리(고대 나와틀어: Miccailhuitontli)        | 꽃들의 탄생, 존경받는 망자들을 위한 잔치 |      |
| 10월   | 8월 28일-9월 16일    | 8월 1일-8월 20일              | 쇼코틀 우에치(고대 나와틀어: Xócotl huetzi), 우에이 미카이우이틀(고대 나와틀어: Huey Miccailhuitl) | 크게 존경받는 망자들을 위한 잔치         |      |
| 11월   | 9월 17일-10월 6일    | 8월 21일-9월 9일              | 오츠파니스틀리(고대 나와틀어: Ochpaniztli)                                                         | 쓸고 닦기                                |      |
| 12월   | 10월 7일-10월 26일   | 9월 10일-9월 29일             | 테오틀레코(고대 나와틀어: Teotleco)                                                                | 신들의 귀환                              |      |
| 13월   | 10월 27일-11월 15일  | 9월 30일-10월 19일            | 테페일우이틀(고대 나와틀어: Tepeilhuitl                                                            | 산맥을 위한 잔치                         |      |
| 14월   | 11월 16일-12월 5일   | 10월 20일-11월 8일            | 쿠에촐리(고대 나와틀어: Quecholli)                                                                 | 귀중한 깃털                              |      |
| 15월   | 12월 6일-12월 25일   | 11월 0일-11월 28일            | 판쿠에찰리스틀리(고대 나와틀어: Pānquetzaliztli)                                                   | 기치 들어올리기                          |      |
| 16월   | 12월 26일-1월 14일   | 11월 29일-12월 18일           | 아테모스틀리(고대 나와틀어: Atemoztli)                                                             | 물의 하강                                |      |
| 17월   | 1월 15일-2월 3일     | 12월 19일-1월 7일             | 티티틀(고대 나와틀어: Tititl)                                                                      | 늘어나는 성장                            |      |
| 18월   | 2월 4일-2월 23일     | 1월 8일-1월 27일              | 이스칼리(고대 나와틀어: Izcalli)                                                                   | 땅과 사람의 고양                         |      |
| 보충일 | 2월 24일-2월 28일    | 1월 28일-2월 1일              | 네몬테미(고대 나와틀어: nēmontēmi                                                                  | 이름없음 (딱히 행사나 활동 없음)         |      |

## 같이 보기
- 마야력